# フレンチポテトカップ
『フレンチポテトカップ』は、読売テレビで1999年3月15日に放送された日本のテレビドラマ。副題は「妻1人夫2人家族戦争 これってヤバいよぉ!!」。春休みドラマ特別企画として放送された。主演は室井滋。
1998年（第4回）読売テレビシナリオ大賞受賞作であり、脚本家は望月武。望月は当時、運送会社に勤務するトラックの運転手であり、運転をしながら展開を考え、休日に書き進めたと言う。

## あらすじ
裕子は一度は離婚したが、同じ職場の年下の男性である政道と再婚し、娘と共に3人で幸せに暮らしていた。ある日、離婚した前の夫である亮一郎が裕子との子である亮太を連れて訪ねてきた。亮一郎の会社が倒産して失業したので、仕事が見つかるまでしばらく亮太の面倒を見てほしいというのだ。裕子は断ったのだが、政道は事情を察して受け入れた。ところがそれだけでは済まなかった。やがて亮一郎も引っ越してきて、奇妙な共同生活が始まった。

## キャスト
裕子〈32〉
演 -  室井滋
本作の主人公。
政道〈31〉
演 -  高嶋政伸
裕子の現在の夫。裕子と同じ会社に勤める。
奈津美〈2〉
演 -  有安杏果
裕子と政道の間に生まれた娘。
亮一郎〈35〉
演 -  佐野史郎
裕子の前の夫。勤務先の会社が倒産したため失業中。
亮太〈7〉
演 -  東海孝之助
裕子と亮一郎の間に生まれた息子。亮一郎が引き取って育てていた。
その他
井上晴美、菅井きん、日野陽仁、清水ミチコ、鍵本景子